# Sicyos gracillimus
Sicyos gracillimus là một loài thực vật có hoa trong họ Cucurbitaceae. Loài này được Cogn. miêu tả khoa học đầu tiên năm 1881.